# Сидиков Матен
Матен Сидиков (30 грудня 1922, село Тегене Джангі-Джольського району Наманганського повіту Ферганської області, тепер Аксийського району Джалал-Абадської області, Киргизстан — 2002?, Киргизстан) — киргизький радянський діяч, голова Наринського облвиконкому, 1-й секретар Наринського обкому КП Киргизії. Депутат Верховної ради Киргизької РСР 4-го та 6—11-го скликань. Депутат Верховної ради СРСР 11-го скликання. 

## Життєпис
Народився в родині селянина Сидика Токторова. З 1939 до 1942 року працював колгоспником та рахівником колгоспу «Узгоруш» Таш-Кумирського району Киргизької РСР.
З 1942 до 1943 року служив у Червоній армії, учасник німецько-радянської війни.
У 1943—1945 роках — інструктор, 1-й секретар Джангі-Джольського районного комітету ЛКСМ Киргизії Джалал-Абадської області.
У 1945—1949 роках — завідувач Джангі-Джольської районної ощадної каси Джалал-Абадської області.
Закінчив Ошський державний педагогічний інститут Киргизької РСР.
Член ВКП(б) з 1947 року.
У 1949—1951 роках — пропагандист, завідувач партійного кабінету, завідувач відділу Джангі-Джольського районного комітету КП(б) Киргизії.
У 1951—1954 роках — секретар, 2-й секретар Джангі-Джольського районного комітету КП(б) Киргизії.
У 1954—1960 роках — голова виконавчого комітету Джангі-Джольської районної ради депутатів трудящих; 2-й секретар Джангі-Джольського районного комітету КП Киргизії.
У 1960—1968 роках — голова правління колгоспу «Комунізм»; директор радгоспу «Джангі-Джол» Киргизької РСР.
У 1968—1975 роках — 1-й секретар Токтогульського районного комітету КП Киргизії Ошської області.
У 1975—1976 роках — 1-й секретар Кара-Суйського районного комітету КП Киргизії Ошської області.
У 1976—1980 роках — голова виконавчого комітету Наринської обласної ради народних депутатів.
У 1980 — 23 грудня 1985 року — 1-й секретар Наринського обласного комітету КП Киргизії.
З грудня 1985 року — персональний пенсіонер.

## Родина
Був одружений. Дружина — Аліма Сидикова (нар. 1926). Сини: Шерали (нар. 1950) та Есенали (нар. 1953), дочки: Айчурек (нар. 1962) та Айсада (нар. 1967).

## Нагороди та звання
- два ордени Леніна
- орден Жовтневої Революції
- орден Вітчизняної війни ІІ ст.
- два ордени Трудового Червоного Прапора
- два ордени «Знак Пошани»
- орден «Манас» lІl ст. (Киргизстан) (20.12.2002)
- пам'ятна золота медаль «Манас-1000» (Киргизстан) (1995)
- медаль «Данк» (Киргизстан)
- медалі
- Лауреат Державної премії Киргизької РСР імені Токтогула